# Okental
Okental liegt bei Hegensdorf, im Stadtgebiet der Stadt Büren im Kreis Paderborn. Er setzt sich aus einigen Gehöften zusammen, die im gleichnamigen Tal, dem Okental, liegen.

## Geschichte
Historische Ortsnamen entwickelten sich von Achendahl, Ackendal, Okendal zu Okental. In den Jahren 1834 bis 1850 siedelten sich im Okental vier Familien aus dem etwa 3 km entfernten Hegensdorf an, um der engen Lage in ihrem Heimatdorf zu entgehen und um gleichzeitig näher an ihren Feldern zu leben. Die Dorfbewohner erhielten 1961 und 1962 eine Strom- und Wasserversorgung. Der Anschluss an das Telefonnetz geschah später. Im Jahr 2012 wurden für den Wohnplatz 16 Einwohner notiert.